# Kazimierz Jacukowicz
Kazimierz Jacukowicz (ur. 19 listopada 1924 w Łajkowie, zm. 26 października 2010) – polski działacz partyjny i państwowy, inżynier kolejnictwa, podsekretarz stanu w Ministerstwie Komunikacji (1969–1983).

## Życiorys
Syn Antoniego i Emilii, wychowywał się na Kresach Wschodnich na obszarze dzisiejszej Białorusi. Brat Leona Jacukowicza (ur. 1934), kompozytora, muzyka, przewodnika i animatora kultury. W okresie okupacji od 1940 był robotnikiem i zwrotniczym na stacji kolejowej, następnie od 1941 do 1944 pracował w nadleśnictwie, a od 1944 do 1946 był dyżurnym ruchu na stacji Parafianowo. W 1946 przybył do Polski, zostając dyżurnym ruchu stacji Ludwikowice Kłodzkie. Ukończył Gimnazjum Ogólnokształcące dla Pracujących w Nowej Rudzie (1947) i studium przygotowawcze do szkół wyższych w Toruniu (1950). Następnie uzyskiwał stopnie inżyniera (1954) i magistra (1956) na Wydziale Komunikacji Politechniki Warszawskiej ze specjalizacją w drogach żelaznych.
W latach 1949–1954 członek Związku Młodzieży Polskiej, a od 1951 Polskiej Zjednoczonej Partii Robotniczej. W 1954 zatrudniony w Dziale Stacji i Węzłów Centralnego Biura Studiów i Projektów Kolejowych w Warszawie. Projektant i nadzorca licznych konstrukcji kolejowych, m.in. generalny projektant Węzła Śląskiego i Dworca Centralnego.  Od 1967 do 1969 kierował Centralnym Zarządem Utrzymania Kolei w Ministerstwie Komunikacji, następnie od października 1969 do marca 1983 pozostawał podsekretarzem stanu w tym resorcie. Od 1970 kierował zespołem zajmującym się budową Centralnej Magistrali Kolejowej. W 1979 został pełnomocnikiem rządu ds. budowy linii kolejowej Hrubieszów – Huta Katowice.
2 listopada 2010 został pochowany na Cmentarzu Wojskowym na Powązkach.

## Odznaczenia
Odznaczony m.in. Srebrnym Krzyżem Zasługi, Krzyżem Komandorskim z Gwiazdą i Krzyżem Kawalerskim Orderu Odrodzenia Polski oraz Złotą Odznaką Honorową „Za Zasługi dla Warszawy”. Jego imieniem nazwano w 2017 jedną z ulic Ludwikowic Kłodzkich, a w 2024 uczczono setną rocznicę jego urodzin odsłonięciem pamiątkowego obelisku.